# Gauliga Weser-Ems
La Gauliga Weser-Ems fue la liga de fútbol más importante de Bremen en Alemania Nazi entre 1942 y 1945.

## Historia
La liga fue creada en 1942 luego de que la Gauliga Niedersachsen se dividiera en tres Gauligas separada debido a la reorganización geopolítica de Alemania Nazi a causa de la Segunda Guerra Mundial.
En su primera temporada la liga contó con la participación de 10 equipos, la mayoría provenientes de Bremen, los cuales se enfrentaban todos contra todos a visita recíproca para definir al campeón, el cual clasificaba a la fase nacional de la Gauliga y el último lugar de la liga descendía de categoría.
Para la temporada 1943/44 la liga se expandió a 23 equipos y cambió a un formato de tres grupos regionales, de donde el ganador de cada grupo jugaba una triangular para definir al campeón de liga. En la temporada 1944/45 la liga se iba a jugar con 24 equipos, pero la temporada fue cancelada a causa de la Segunda Guerra Mundial.
A causa de la ocupación del Reino Unido de la zona, el fútbol dejó de jugarse por un par de años hasta que en 1947 nace la Oberliga Nord como la nueva primera división de la región debido a la caída de Alemania Nazi y la desaparición de la Gauliga.

## Equipos Fundadores
Estos fueron los diez equipos que disputaron la primera temporada de la liga en 1942/43:
| - SpVgg Wilhelmshaven 05 - SV Werder Bremen - TuS Osnabrück 97 - Bremer SV - TuS Bremerhaven 93 | - Sportfreunde Bremen - SV Schinkel 04 - VfL Osnabrück - ASV Blumenthal - VfB Oldenburg |

## Lista de Campeones
| Temporada | Campeón                | Finalista      |
| --------- | ---------------------- | -------------- |
| 1942-43   | SpVgg Wilhelmshaven 05 | Werder Bremen  |
| 1943-44   | SpVgg Wilhelmshaven 05 | ASV Blumenthal |

## Posiciones Finales 1943-44
| Club                   | 1943 | 1944 |
| ---------------------- | ---- | ---- |
| SpVgg Wilhelmshaven 05 | 1    | 1    |
| SV Werder Bremen       | 2    | 4    |
| TuS Osnabrück 97       | 3    | 2    |
| Bremer SV              | 4    | 6    |
| TuS Bremerhaven 93     | 5    |      |
| Sportfreunde Bremen    | 6    | 8    |
| SV Schinkel 04         | 7    | 3    |
| VfL Osnabrück          | 8    | 1    |
| ASV Blumenthal         | 9    | 1    |
| VfB Oldenburg          | 10   | 6    |
| Blau-Weiß Varel        |      | 2    |
| LSV Ahlhorn            |      | 3    |
| Braker SV              |      | 4    |
| TuS Aurich             |      | 5    |
| VfL Oldenburg          |      | 7    |
| KMW Wilhelmshaven      |      | 8    |
| Viktoria Oldenburg     |      | 9    |
| FV Wolmertshausen      |      | 2    |
| Tura Bremen            |      | 3    |
| Komet Bremen           |      | 5    |
| BV Grohn               |      | 7    |
| Reichsbahn Osnabrück   |      | 4    |
| VfR Osnabrück          |      | 5    |
| Reichsbahn Cloppenburg |      | 6    |